# Niels Janniksen Bjerrum
Niels Janniksen Bjerrum, nascut a Copenhaguen l'11 de març de 1879 i mort a Copenhaguen el 30 de setembre de 1958, va ser un important químic danès que destacà en el camp de la química de coordinació.

## Biografia
Niels J. Bjerrum era fill d'un important oftalmòleg, Jannik Bjerrum, i nebot de Kirstine Meyer destacada física. El seu fill Jannik Bjerrum va ser catedràtic de química inorgànica a la universitat de Copenhaguen i el seu net Niels Janniksen Bjerrum (1940-) és professor de química inorgànica de la universitat tècnica de Dinamarca.
Va cursar estudis secundaris a l'Escola Metropolitana de Copenhaguen i després va matricular-se a la Universitat de Copenhaguen el 1897. En principi es va interessar per les ciències naturals però després canvià cap a la química animat per Sophus Mads Jørgensen, un dels pares de la química de coordinació. Es va graduar el 1902 i es va doctorar el 1908.
Després de graduar-se va viatjar per diferents universitats europees per ampliar estudis: l'any 1905 va treballar amb Robert Luther a Leipzig, el 1907 amb Alfred Werner a Zúric, el 1910 amb Jean Perrin a París i el 1911 amb Walther Hermann Nernst a Berlín. Finalment es va doctorar el 1908 sota la direcció de Sophus Mads Jørgensen.
L'any 1901 va accedir a una plaça d'assistent a la universitat de Copenhaguen. L'any 1914 va succeir a 0. T. Christensen com a professor de química al Col·legi Reial d'Agricultura de Copenhaguen on hi va treballar fins al 1949. El 1931 va poder accedir a la càtedra de química inorgànica de la universitat de Copenhaguen però va preferir quedar al Col·legi d'Agricultura. Durant el període 1939 a 1946 en va ser el seu director, durant el període d'ocupació nazi.
Va ser membre de diferents societats científiques de Londres, de Dinamarca, de Suècia, de Bèlgica, dels Països Baixos, de Suïssa, de la Faraday Society i de la New York Academy of Sciences.

## Obra
En el període 1906-1908 Bjerrum va determinar l'estructura de diversos complexos de crom i va dissenyar mètodes per a la determinació de la concentració de cations hidrogen a partir de l'expressió de pH proposada per Søren Sørensen.
L'any 1909 va realitzar una millora de la teoria de Debye-Hückel introduint el concepte d'associació iònica. A concentracions altes, els ions s'aproximen més i, a causa de les atraccions electroestàtiques, aquests s'associen formant parelles iòniques que poden existir com a tal durant un període bastant llarg. En el cas d'electròlits simètrics (1-1, 2-2, etc.), la càrrega de la parella iònica és zero, mentre que en el cas d'electròlits asimètrics, l'associació condueix a la formació de noves espècies iòniques que disminueixen la càrrega efectiva i, per tant, les interaccions iòniques. Com més petita és la constant dielèctrica del medi o més petit el radi iònic, major és la tendència dels ions a associar-se en parelles, ja que en aquestes condicions les atraccions electroestàtiques són majors. Bjerrum el 1924 va utilitzar aquestes associacions d'ions, anomenades posteriorment parelles de Bjerrum, per explicar la influència de la força iònica en les velocitats de les reaccions entre ions. També va proposar (1918, 1924) un mètode per determinar el coeficient d'activitat dels electròlits basat en l'ús del coeficient osmòtic del dissolvent i de la molalitat.
El 1911 va emprar la teoria quàntica per explicar la dependència de la temperatura que té la capacitat calorífica dels gasos. L'any 1912 va explicar l'estructura fina rotacional dels espectres d'infrarojos. L'any 1923 va indicar que la forma elèctricament neutra d'un aminoàcid és la d'un "zwitterió". També va realitzar treballs fonamentals sobre els factors que determinen l'acidesa dels sòls.

### Obres
- Bjerrum, N. «A New Form for the Electrolytic Dissociation Theory» (en anglès). Proceedings of the Seventh International Congress of Applied Chemistry [Londres], X, 1909, pàg. 55-60 [Consulta: 13 febrer 2009].